# Guillem Simó i Roca
Guillem Simó i Roca   (Palma, 20 de gener de 1945 - Palma, 12 de setembre de 2004) fou un escriptor, pintor i compositor mallorquí.
Es va llicenciar en Filologia Romànica (catalana) per la Universitat de Barcelona (1973). Després de fer classes durant uns anys a l'ensenyament privat, va ser catedràtic per oposició lliure de Llengua i Literatura Catalana.

## Obres publicades

### Estudis d'història
- Notes per a una història del projecte d'Estatut d'Autonomia de les Illes de 1931. «Randa», núm. 3, 1976
- El debat autonòmic a les Illes durant la Segona República. Eivissa: Can Sifre, 1991

### Estudis d'història literària
- Les profecies atribuïdes a Bernat de Mogoda. «Randa», núm. 7, 1978
- Pronòstics mallorquins del XVIII. «Randa», núm. 8 i 9, 1979
- Prosa costumista balear. Palma: Conselleria d'Educació i Cultura Illes Balears/Institut d'Estudis Baleàrics, 1982
- Els inicis literaris de Pere A. Penya. «Randa»,núm. 36, 1995.[3]

### Estudis de lingüística
- Ús de l'article definit a la llengua literària de Mallorca

### Poesia
- 19 poemes amb música (1973-2000). Palma: El Tall, 2004

### Textos autobiogràfics
- En aquesta part del món. Dietaris (1974-2003). Pollença: El Gall, 2005.
- En aquesta part del món. Dietaris (1974-2004). Barcelona: Acontravent, 2016.- (Obra Completa - Volum I). Versió ampliada i definitiva a cura de Carme Vidal i D. Sam Abrams..

### Textos inèdits
- Tardor al Nord d'Àfrica (recull de poemes).
- L'ànima de la vitrina (relats breus).